# Dhritarashtra

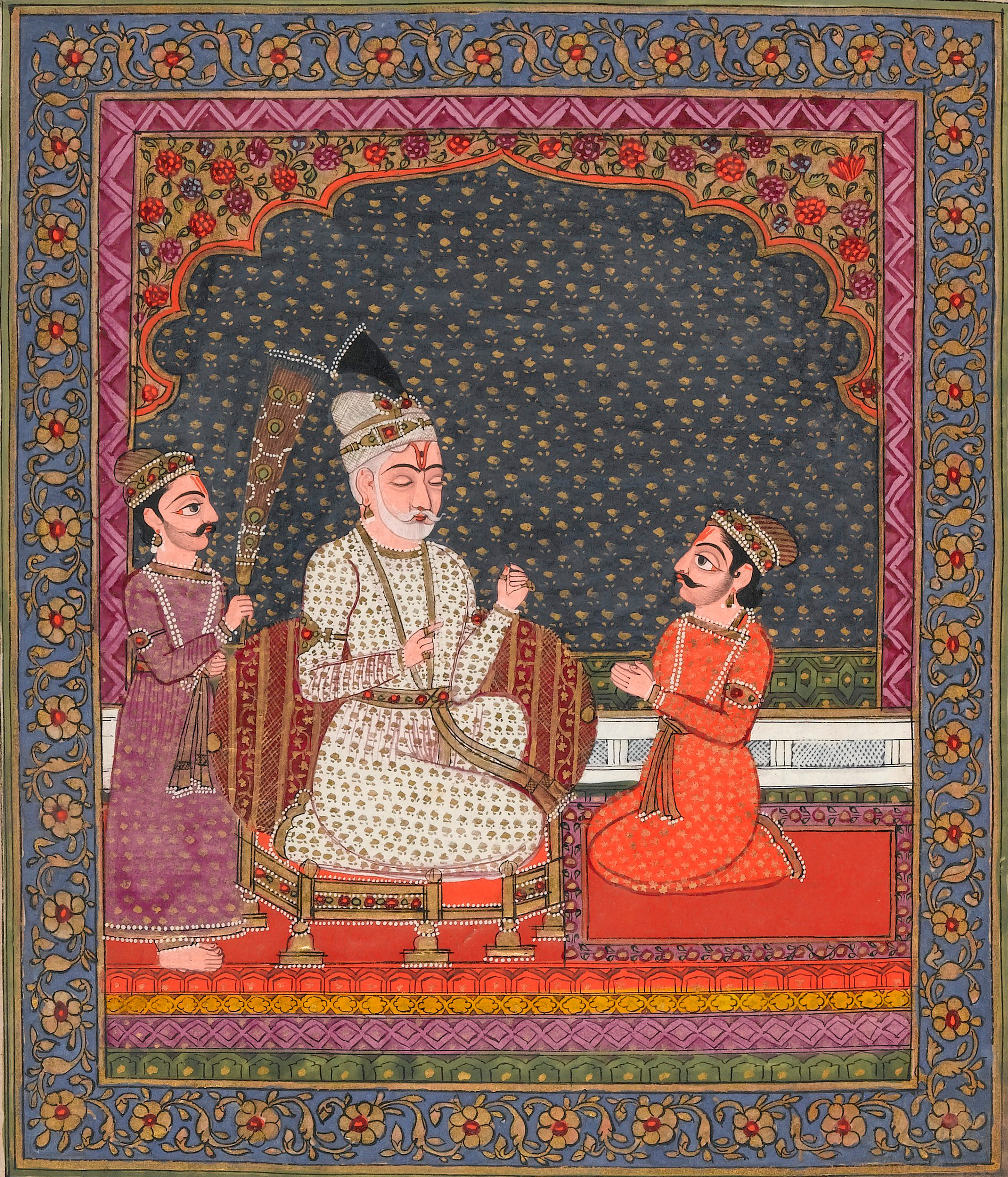
Der Sänger Sanjaya berichtet Dhritarashtra vom Aufmarsch der Heere vor der Schlacht zu Kurukshetra und erzählt ihm das Gespräch zwischen Arjuna und seinem Wagenlenker Krishna, die Bhagavad-Gita.

Dhritarashtra (Sanskrit:  धृतराष्ट्र, dhṛtarāṣṭra) ist im großen Epos Mahabharata der blinde König von Hastinapur. Sein Verhalten, das zwischen egoistischen Interessen und dem königlichen Dharma hin und her schwankt, macht ihn zu einer tragischen Figur und führt letztlich dazu, dass alle seine Söhne, die Kauravas, in der Schlacht zu Kurukshetra ums Leben kommen.

## Geburt
Dhritarashtra wird auf Wunsch der Königin-Mutter Satyavati vom Weisen Vyasa zusammen mit Ambika, der Frau des verstorbenen Königs Vichitravirya, gezeugt. Da dieser ohne Nachfolger gestorben ist, soll so die Königslinie der Kurus erhalten werden. Das Epos erzählt, dass sich Ambika so sehr vor dem ungepflegten Einsiedler  Vyasa fürchtet, dass sie bei dessen Anblick die Augen schließt. Aus diesem Grund wird der Sohn Dhritashtra blind  geboren und wird, obwohl Erstgeborener, nicht König von Hastinapur. Er muss diesen Titel seinem Bruder Pandu überlassen.

## Herrschaftszeit von Pandu
Während der Regentschaft Pandus beklagt sich Dhritarashtra oft bei seiner Frau Gandhari über die Ungerechtigkeit des Schicksals, als Erstgeborener blind und damit ohne Aussicht auf die Krone leben zu müssen. Nur in Zeiten der Abwesenheit des Königs auf Kriegszügen oder Jagden darf er die Krone tragen. Es fällt ihm immer schwerer, diese wieder an seinen Bruder zurückzugeben. Gandhari, die aus Liebe zu ihrem Gatten eine Tuchbinde um ihre Augen trägt, ermahnt ihn immer wieder, seinem Dharma gemäß zu handeln und sich nicht von törichten Begierden leiten zu lassen.

## Herrschaftszeit von Dhritarashtra
Aus Buße für ein fehlerhaftes Verhalten während einer Jagd, bei der er einen weisen Einsiedler versehentlich getötet hat, geht Pandu mit seinen beiden Frauen in die Waldeinsamkeit und überlässt seinem Bruder die Königswürde. Nach Pandus Tod wird Dhritarashtra endgültig König von Hastinapur. Er gewährt Kunti, der ersten Frau seines Bruders, und deren Söhnen, den Pandavas, Wohnung im königlichen Palast. Er kann sich auch dazu durchringen, die Söhne Kuntis gemeinsam mit seinen eigenen Kindern von einem Weisen erziehen zu lassen. Doch bereits in der Kindheit zeigen sich die unterschiedlichen Charaktereigenschaften und Fähigkeiten der ungleichen Vettern. Vor allem sein erster Sohn Duryodhana entwickelt großen Hass auf die Söhne Kuntis und ist nicht bereit, den Besitz mit ihnen zu teilen. Dhritarashtra hat insgesamt 100 Söhne.

## Erbfolge
Dem Gesetz entsprechend haben die Söhne Kuntis die älteren Rechte auf den Thron. Dhritarashtra ältester Sohn Duryodhana ist jedoch nicht bereit, auf einen Teil der Macht zu verzichten, und auch der Vater möchte seinen eigenen Sohn als Nachfolger sehen. Durch die Vermittlung von Bhishma kommt es zu der Vereinbarung, dass die Pandavas einen Teil des Königreiches erhalten, das Zentrum aber in den Händen der Kauravas  bleibt. Im weiteren Verlauf des Epos versuchen seine Söhne auch diese Vereinbarung zu hintertreiben und Dhritarashtra tritt diesem Vorhaben nicht entschieden genug entgegen. So kommt es zu der Schlacht zu Kurukshetra, in deren Verlauf alle Söhne Dhritarashtras sterben.

## Dhritarashtra und die Bhagavadgita
Zu Beginn der Schlacht erzählt ein Barde dem blinden König vom Aufzug der beiden Heere und gibt ihm den Wortlaut der Unterhaltung zwischen dem fürstlichen Wagenlenker Krishna und dem Pandu-Fürsten Arjuna vor Beginn der Schlacht wieder. Dieses Gespräch zwischen den beiden Fürsten ist Inhalt der Bhagavadgita, auch heute noch eines der meistgelesenen und am meisten besprochenen Werke der hinduistischen Literatur.